# Tangkakigen
De tangkakigen (Araneomorphae) zijn een onderorde van spinnen. Het is de grootste groep van spinnen, de enige andere onderorde bestaat uit de vogelspinachtigen (Mygalomorphae), waartoe onder andere de valdeurspinnen en de vogelspinnen behoren. In een vroegere indeling werden andere wetenschappelijke namen gebruikt Orthognata voor de rechtkakigen (Mygalomorphae) en Labidognatha voor de tangkakigen.
Tangkakige spinnen hebben een omlaag gerichte basis van de kaakdelen of cheliceren, dit wordt wel labidognaat genoemd. Rechtkakigen hebben cheliceren waarvan de basis in het verlengde van het lichaam is gepositioneerd. Bij de rechtkakigen kunnen de klauwtjes, de verharde uiteinden waarmee wordt gebeten, onafhankelijk worden bewogen, bij de tangkakigen niet. Onder andere de kruisspin behoort tot de tangkakigen.